# Neutralité perpétuelle de la Suisse

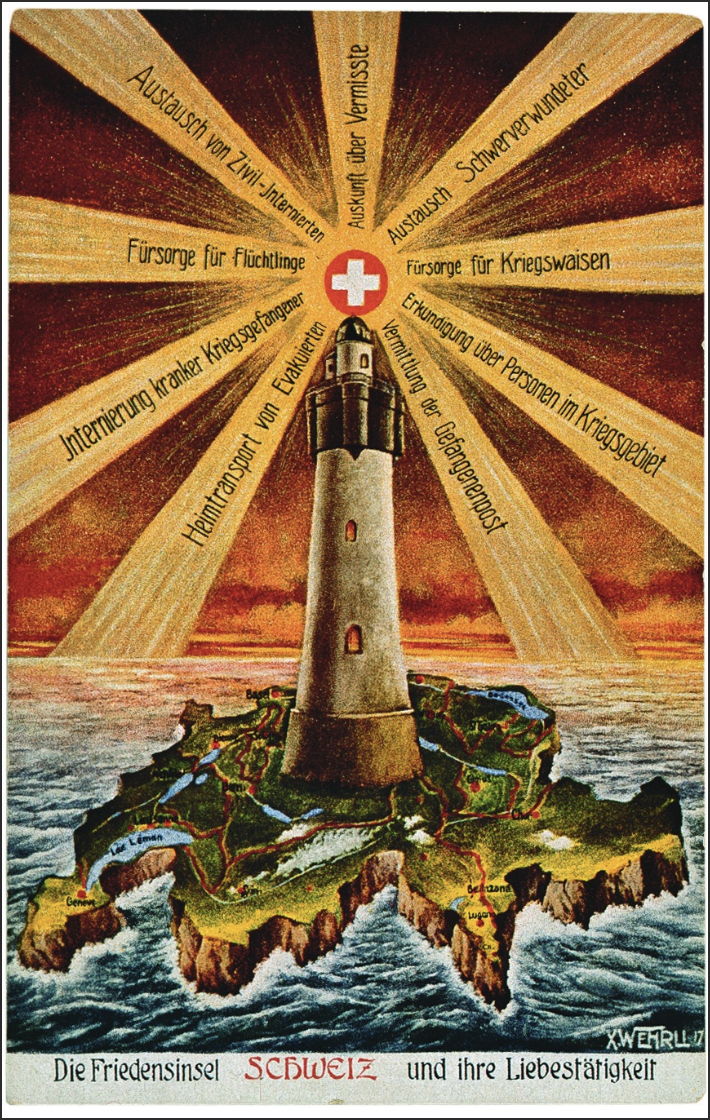
« La Suisse, île de paix, et ses activités de bienfaisance ». Carte postale datant de la Première Guerre mondiale.

La neutralité perpétuelle de la Suisse fait l'objet d'une déclaration des puissances européennes le 20 mars 1815 au congrès de Vienne, puis d'une reconnaissance par le traité de Paris le 20 novembre 1815 — trois mois après la signature du pacte fédéral du 7 août. La Suisse bénéficie dès lors du statut de pays neutre, qui garantit l'intégrité et l'inviolabilité de son territoire. Ce statut a été confirmé plusieurs fois par la communauté internationale dans l'Histoire, notamment durant les grands conflits du XXe siècle. Avant cela, les cantons suisses, qui étaient alors autonomes, ont eu une activité belligérante plus ou moins importante durant la période de la Confédération des XIII cantons et de la Révolution française.

## Histoire
Jusqu'au XVIe siècle, les différents cantons suisses sont partie prenante des conflits diplomatiques et militaires qui secouent l'Europe occidentale : guerres contre les Habsbourg, guerres contre les ducs de Bourgogne, bataille de Marignan à l'issue de laquelle le traité de Fribourg impose aux Suisses de s'abstenir de combattre contre la France.
La Suisse évolue vers la neutralité au XVIIe siècle. La guerre de Trente Ans, qui ravage l'Europe centrale, a un grand écho en Suisse, où les diverses formes du christianisme coexistent. Mais les Suisses se tiennent à l'écart des opérations militaires, tout en fournissant des armes aux différents belligérants. En 1647, les cantons s'engagent à se défendre contre tout agresseur, grâce à la création d'un Conseil de guerre composé de chefs catholiques et protestants qui peuvent, à tout moment, réunir jusqu'à 36 000 hommes armés. À l'issue de la guerre, aux traités de Westphalie, l'empereur germanique et les différentes puissances européennes reconnaissent l'indépendance de la Confédération des XIII cantons.
La Suisse est entraînée dans les remaniements territoriaux dus à la Révolution française et au Premier Empire. Dès 1798, l'armée française envahit la Suisse. Les Français imposent la formation d'une République helvétique soumise aux directives de Paris. En 1803, Napoléon Bonaparte impose l'Acte de Médiation et des contingents suisses participent à la campagne de Russie de 1812. Après la défaite française de Leipzig en 1813, la Suisse proclame sa neutralité, mais est néanmoins envahie par les armées des Alliés.
Le 20 mars 1815, le congrès de Vienne adopte une déclaration constatant que la neutralité perpétuelle de la Suisse est dans l’intérêt des États européens, et garantit l’intégrité des 22 cantons,. Par le traité de Paris du 20 novembre 1815, les grandes puissances européennes reconnaissent la neutralité de la Suisse et garantissent l'inviolabilité de son territoire,. La Suisse reçoit des territoires repris à la France, Genève, Neuchâtel, le Valais et les sept districts jurassiens appartenant à l'Evéché de Bâle.
La campagne de Franche-Comté de juillet-août 1815, qui se veut officiellement une riposte au bombardement de Bâle, le 28 juin, par l’artillerie française retranchée dans la forteresse vaubanesque de Huningue, devient ainsi la dernière action militaire de la Suisse à l’extérieur de ses frontières,,.
Quelques crises ont lieu avec la Prusse au sujet de Neuchâtel en 1856, avec la France au moment de l'annexion de la Savoie en 1860. En 1871, la Suisse recueille les débris vaincus de l'armée française de Bourbaki. Attirées par la neutralité suisse, de nombreuses organisations internationales s'y installent : en 1868, le Bureau de l'Union télégraphique internationale, en 1874 le Bureau de l'Union postale universelle. En 1859, Henri Dunant y fonde la Croix-Rouge et en 1864, une conférence internationale débouche sur la Convention de Genève sur les blessés de guerre.
Pendant la Première Guerre mondiale, la Confédération, entourée par les deux camps belligérants, reste neutre tout en commerçant et en accueillant divers opposants au conflit (conférence socialiste de Zimmerwald en septembre 1915). Après le conflit, Genève est choisie pour être le siège de la Société des Nations (SDN). La Déclaration de Londres du 13 février 1920 reconnaît que la neutralité suisse est justifiée pour entrer dans la SDN. Pendant la Seconde Guerre mondiale, la Suisse s'est engagée dans des transactions financières avantageuses avec les deux parties tout au long de la guerre.
Pendant la Guerre froide, la Suisse servit dans des missions diplomatiques entre les deux Corées, entre les États-Unis et l'URSS ainsi qu'entre les États-Unis et l'Iran. Toutefois, sur les plans idéologique et économique, la Suisse faisait partie du Bloc de l'Ouest.
En 2022, la Suisse ne fait partie ni de l'Union européenne (UE), ni de l'OTAN, avec qui elle entretient des relations. En revanche, la Suisse fait partie du Partenariat pour la paix de l'Otan.

## Droit de neutralité et politique de neutralité
Lorsque l'on parle de neutralité, il faut distinguer le droit de neutralité et la politique de neutralité.
Le droit de neutralité est codifié par le droit international reconnu depuis 1907 par le traité de neutralité de La Haye et est appliqué en cas de conflit armé international. Le droit de neutralité contient dans l'essentiel le devoir d'impartialité et de non-intervention au conflit ainsi que le droit de l'État neutre de rester en dehors du conflit. La Suisse a ratifié la Convention concernant les droits et les devoirs des puissances et des personnes neutres en cas de guerre sur terre de 1907.
La politique de neutralité, en temps de paix, vise à l'application, à la crédibilité et à l'efficacité de la neutralité. La politique de neutralité est flexible et peut être adaptée aux circonstances extérieures. La Suisse a toujours utilisé la neutralité comme moyen dans le but d'adapter sa politique de sécurité et sa politique extérieure.

## Fonctions de la neutralité suisse
Selon Riklin, la neutralité a les fonctions traditionnelles suivantes :
- Intégration : la neutralité est utilisée à des fins de cohésion interne du pays.
- Indépendance : la neutralité doit servir à assurer l'indépendance de la politique étrangère et de sécurité suisse.
- Liberté du commerce.
- Équilibre : la neutralité était la contribution de la Suisse à la stabilité sur le continent européen.
- Mission de bons offices : activités diplomatiques visant à aplanir les conflits internationaux et faciliter le règlement pacifique de conflits[11].

## Critique vis-à-vis de la neutralité suisse
L'adoption d'une politique de neutralité constitue en soi un choix politique qui n'exempte pas de responsabilités à l'échelle internationale. À cet égard, la neutralité suisse dans certains conflits, pour juridique qu'elle soit, n'est pas exempte de reproches moraux régulièrement formulés. Donc, la neutralité de la Suisse face à l'Allemagne nazie durant la Seconde Guerre mondiale implique, malgré la neutralité juridique, une responsabilité morale : celle d'avoir choisi de ne pas combattre l'Allemagne nazie. Aussi, la politique de la Suisse face aux réfugiés lors de la Seconde Guerre mondiale, doublée d'une méfiance et une hostilité envers les Juifs, portèrent à leur refuser l’asile. Ainsi, malgré le fait que la Suisse a été au courant de l'Holocauste en 1942, elle a refusé l'entrée à 30 000 Juifs en 1942 et les a renvoyés en Allemagne. Cependant, comme le prouve l'affaire de La Charité-sur-Loire, des accords militaires secrets entre la Suisse et la France avaient été signés dès 1940.
À la fin de la Seconde Guerre mondiale, la neutralité de la Suisse a ainsi été critiquée sur de nombreux points, tels que sa responsabilité face aux réfugiés juifs et pour avoir tiré avantage de diverses transactions financières avec l'Allemagne nazie, tout en étant au courant du génocide qui se déroulait. Une Commission indépendante d'experts instituée par le Conseil fédéral a été chargée d'examiner ce sujet entre 1996 et 2001 ; elle aboutit au rapport Bergier.
La neutralité suisse est à nouveau mise à mal, par la presse suisse cette fois-ci, en raison du rôle tenu par la société zougoise Crypto AG qui a vendu à plus de cent vingt pays des appareils de chiffrement truqués entre 1970 et 1993. Le sujet de l'interception, par la CIA américaine et le Service fédéral de renseignement (BND) allemand, de documents confidentiels ayant transité par cette société, spécialisée dans le chiffrement des conversations, est soulevé. La SRF, en collaboration avec la ZDF et le Washington Post, révèlent l'affaire. Selon le Tages Anzeiger, des personnages-clés étaient au courant et la passivité du gouvernement suisse est éloquente : « Que ce soit par incompétence, parce que l'on voulait couvrir les agents des services secrets étrangers ou même profiter de leurs découvertes, il faut maintenant mettre les choses au clair. C'est la seule solution pour se sortir de ce pétrin »[réf. nécessaire]. La Neue Zürcher Zeitung (NZZ) estime que « la crédibilité de la Suisse dans la guerre de l'information actuelle se mesure avec les événements du passé »[réf. souhaitée]. Le Conseil fédéral ouvre une enquête, et la NZZ estime que le gouvernement suisse fait « preuve d'une transparence remarquable ».
L'invasion de l'Ukraine par la Russie en 2022 met à nouveau la neutralité suisse à l'épreuve. Sous pression, le gouvernement suisse décide finalement le 28 février 2022 de s'aligner sur les sanctions européennes,. Le président de la Confédération Ignazio Cassis parle d'un « pas difficile », soulignant que faire le jeu de l'agresseur n'est pas compatible avec la neutralité suisse. Le communiqué officiel relève que « [l]’attaque militaire sans précédent perpétrée par la Russie contre un État européen souverain a incité le Conseil fédéral à modifier sa pratique actuelle en matière de sanctions ». Une initiative populaire fédérale visant à inscrire une interprétation stricte (« intégrale ») de la neutralité dans la Constitution est lancée en octobre 2022 par l'UDC et aboutit en mai 2024,,. Fin mai 2024, 90 personnalités adressent une pétition au Conseil fédéral pour qu'il adapte la notion de neutralité à la nouvelle donne internationale.